# Горња Суваја (Грачац)
Горња Суваја је насељено мјесто у општини Грачац, југоисточна Лика, Република Хрватска.

## Географија
Горња Суваја је удаљена око 45 км сјевероисточно од Грачаца.

## Историја
У месту "Суваја" било је 1847. године записано 2111 православаца Срба. Две деценије потом, 1867. године ту их је више - 2428 душа.
Горња Суваја се од распада Југославије до августа 1995. године налазила у Републици Српској Крајини.

## Становништво
Горња Суваја се до пописа становништва 1971. налазила у саставу општине Срб, а до августа 1995. у саставу општине Доњи Лапац. Према попису становништва из 2011. године, насеље Горња Суваја је имало 36 становника.
| Националност       | 1991. | 1981. | 1971. | 1961. |
| Срби               | 246   | 250   | 261   | 333   |
| Југословени        | 1     | 6     |       |       |
| Хрвати             | 1     |       |       |       |
| остали и непознато | 2     | 1     |       |       |
| Укупно             | 250   | 257   | 261   | 333   |

| Демографија | Демографија | Демографија |
| Година      | Становника  | Становника  |
| ----------- | ----------- | ----------- |
| 1961.       | 333         |             |
| 1971.       | 261         |             |
| 1981.       | 257         |             |
| 1991.       | 250         |             |
| 2001.       | 20          |             |
| 2011.       |             | 36          |

## Попис1991.
На попису становништва 1991. године, насељено место Горња Суваја је имало 250 становника, следећег националног састава:
| Попис 1991.‍ | Попис 1991.‍ | Попис 1991.‍ | Попис 1991.‍ | Попис 1991.‍ |
| ----------- | ----------- | ----------- | ----------- | ----------- |
|             |             |             |             |             |
| Срби        | Срби        |             | 246         | 98,40%      |
| Југословени | Југословени |             | 1           | 0,40%       |
| Хрвати      | Хрвати      |             | 1           | 0,40%       |
| непознато   | непознато   |             | 2           | 0,80%       |
| укупно: 250 |             |             |             |             |